# Крижевський Вадим Віталійович
Крижевський Вадим Віталійович — доктор медичних наук, доцент, завідувач кафедри загальної та невідкладної хірургії Національної медичної академії післядипломної освіти ім. П. Л. Шупика.

## Біографічні відомості
Народився в місті Тячів Закарпатської області.
закінчив у 1979 році Чернівецький державний медичний інститут за спеціальністю лікувальна справа.
У 1983 році зарахований в клінічну ординатуру за спеціальністю «хірургія» при Київському медичному інституті на кафедру хірургічних хвороб № 1, яку успішно закінчив у 1985 році.

### Життєпис
У 1980 році прийнятий на роботу лікарем-хірургом поліклініки № 3 Мінського району м. Києва
Після закінчення ординатури у 1985 році був прийнятий на роботу в інститут клінічної та експериментальної хірургії в відділ хірургії печінки і підшлункової залози, який очолював академік О. О. Шалімов. Під його керівництвом у 1991 році, захистив кандидатську дисертацію на тему «Хірургічне лікування залишкового холедохолітіазу».
1985—1996 рр. працював в Інституті клінічної та експериментальної хірургії при АМН України, лікарем-хірургом відділення хірургії судин печінки.
1996 по 1999 рр. Лікар-хірург, директор ЗАТ «Біофармтех».
1999—2008 рр. Заступник директора — завідувач хірургічного відділення ТОВ «Біофармтех», Лікар-хірург.
01.12.2008 — 01.04.2009 рр. В.о. Головного лікаря КМКЛ № 6.
З 01.04.2009 по 31.01.2024 року був директором Київської міської клінічної лікарні № 6. З 01.02.2024 року обіймає посаду директора у Київській міській клінічній лікарні № 18.
З 2015 р. призначений завідувачем кафедри загальної та невідкладної хірургії Національної академії післядипломної освіти імені П. Л. Шупика.

## Освіта
Вища, Чернівецький державний медичний інститут, 1979 р., лікувальна справа.

### Захист дисертаційних робіт
1991 році захистив кандидатську дисертацію на тему «Хірургічне лікування хворих з залишковим холедохолітіазом».

В 2002 році захистив докторську дисертацію на тему «Хірургічне лікування некротичного панкреатиту».

### Лікувальна і наукова діяльність
У період з 1986 по 1990 роки, написав 12 наукових робіт, 3 авторських свідоцтва.

## Патенти
1. 2016 рік, Спосіб контролю ефективності лікування трофічних виразок венозного ґенезу
2. 2014 рік, Спосіб череззондового ентерального харчування в ранньому післяопераційному періоді хворих на гостру кишкову непрохідність
3. 2010 рік, Пристрій для ретракції та протекції абдомінальної лапаротомної рани
4. 2002 рік, Спосіб визначення антиоксидантної активності лікарського засобу
5. 2001 рік, Спосіб лікування некротичного панкреатиту
6. Спосіб профілактики гнійно-септичних ускладнень в післяопераційному періоді
7. Спосіб діагностики ендогенної інтоксикації
8. 2000 рік, Спосіб визначення чутливості лейкоцитів крові до антибіотика
9. Спосіб отримання еритроцитарних тіней

## Перелік ключових публікацій
Написав 32 наукові статті, 2 монографії
Автор понад 60-ти друкованих наукових праць, 2-х навчальних посібників для лікарів та інтернів. Основними напрямками науково-практичної діяльності є — хірургічна гастроентерологія, панкреатологія, судинна хірургія, детоксикація організму, патологія імунітету, хірургічна інфекція.

## Хобі
Великий теніс